# Altgeselle
Altgeselle ist ein Begriff aus der Handwerkssprache. 

## Geschichte
Er bezeichnete in verschiedenen 
Zünften wie Bäcker, Maurer oder Schmieden entweder den ältesten 
Gesellen einer Werkstatt oder den gewählten Vorsteher der Gesellenschaft der 
örtlichen Zunft. Er wurde dann auch gelegentlich mit dem Wort Gesellschaft angesprochen. 
Bei anderen Zünften wurden Begriffe wie Altknecht (Schuhmacher), Altführer 
(Hutmacher) oder Schaffer verwendet.  

## Trend
Zu Beginn des 21. Jahrhunderts wurde der Begriff in Deutschland wieder aufgegriffen. Es ging dabei um den Versuch einer Lockerung des aus dem Mittelalter überkommenen Zunftrechts. Mit Altgesellen sollte eine Personengruppe beschrieben werden, der man neben den Meistern unter bestimmten Bedingungen (etwa auf Grund einer mehr als 6-jährigen Berufsausübung) eine selbstständige Ausübung eines Handwerksberufes gestatten könnte. Siehe hierzu auch Handwerksrolle.

## Vorsitzende des Gesellenausschusses
Der Vorsitzende des Gesellenausschusses in Innungen wird als Altgeselle bezeichnet (§ 69 Handwerksordnung).